# Anatoli Rodin
Anatoli Rodin (Podolsk, Óblast de Moscú, 8 de enero de 1937 - Zaporiyia, 9 de octubre de 2013) fue un jugador de fútbol profesional ruso que jugaba en la demarcación de delantero.

## Biografía
Anatoli Rodin debutó como futbolista profesional en 1956 con el FK Pārdaugava a los 19 años de edad. Al finalizar la temporada de su debut fichó por el FC Zarya Lugansk durante los tres años siguiente. Ya en 1960 fue traspasado al FK Shajtar Donetsk, con quien ganó la Copa de la Unión Soviética en 1961 y 1962. También jugó para el PFK Metalurg Zaporizhia, FC Elektrometalurh-NZF Nikopol, FC Krystal Kherson y para el FC Kryvbas, club en el que se retiró como futbolista en 1968 a los 31 años de edad.
Anatoli Rodin falleció el 9 de octubre de 2013 a los 76 años de edad.

## Clubes
| Club                           | País           | Año       | Partidos | Goles |
| ------------------------------ | -------------- | --------- | -------- | ----- |
| FK Pārdaugava                  | RSS de Letonia | 1956-1957 | 15       | 4     |
| FC Zarya Lugansk               | RSS de Ucrania | 1957-1960 | 109      | 27    |
| FK Shajtar Donetsk             | RSS de Ucrania | 1961-1965 | 124      | 29    |
| PFK Metalurg Zaporizhia        | RSS de Ucrania | 1965-1966 | 17       | 4     |
| FC Elektrometalurh-NZF Nikopol | RSS de Ucrania | 1966-1967 | 19       | 9     |
| FC Krystal Kherson             | RSS de Ucrania | 1967      | 38       | 6     |
| FC Kryvbas                     | RSS de Ucrania | 1967-1968 | 10       | 1     |

## Palmarés
FK Shajtar Donetsk
- Copa de la Unión Soviética (2): 1961 y 1962